# Heydar Ghiai
Heydar Gholi Khan Ghiaï-Chamlou que nació en Teherán el 23 de octubre de 1922, fue un arquitecto Iraní. Se graduó en la École des Beaux-Arts en 1952, y fue conocido como un pionero de la moderna arquitectura en Irán. Diseñó la Casa del Senado, el Real Teherán Hotel Hilton, varias estaciones de trenes, cines, varios edificios del gobierno y la primera serie de hospitales modernos. En Francia, diseñó la Cité Universitaire de  la Fundación Avicena, entre otros edificios.

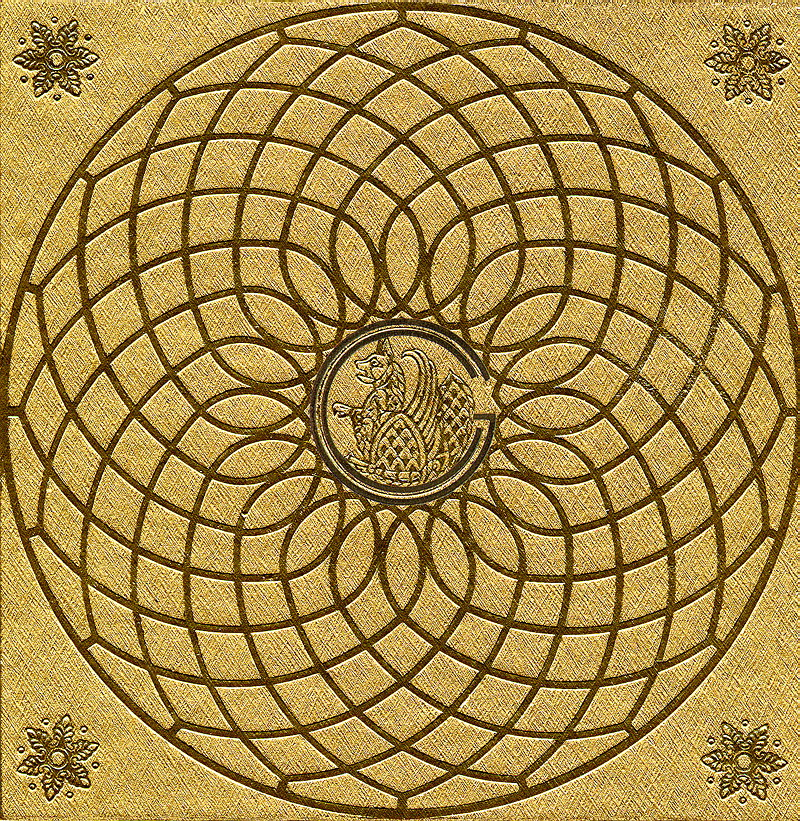
Ghiaï-Chamlou escudo de armas

## Trayectoria
En 1968, fue nombrado arquitecto de la corte imperial de Irán y se le encargó el vasto proyecto de un complejo de palacios imperiales situado en Farah Abad. Como profesor de arquitectura en la Universidad de Teherán, enseñó a varias generaciones de arquitectos.
Diseñó la Cámara del Senado de Irán en 1955, que más tarde sirvió como el edificio del parlamento de la República Islámica de Irán desde 1979 hasta 2004. Desde 2005 sirve como sede de la Asamblea de Expertos. La cúpula del edificio fue el aspecto más desafiante técnicamente del proyecto. La construcción fue dirigida por Rahmat Safai. 
André Bloc, arquitecto francés, admiró las columnas del Senado, en su libro "De la sculpture à l’architecture". Además, Bloc trabajó con Ghiaï en algunos diseños y proyectos más adelante.
Heydar Ghiaï-Chamlou se instaló de manera definitiva en Francia más tarde, donde murió el 6 de septiembre de 1985 en Cap d'Antibes. La firma de Heydar Ghiaï & Associates pasó a llamarse Ghiaï Architects, con sede en San Francisco, dirigida por su hijo Yves Ghiaï y su nieta Anahita Ghiaï.

## Filosofía arquitectónica
Citas:
- "La proporción no es un principio de la arquitectura, sino un principio de la vida".
- "El hombre tiene una necesidad básica de ciertas formas, impartida por su civilización y correspondiente a sus necesidades inmediatas. En ellas se descubre a sí mismo".
- "Conozco un lugar donde el vidrio y el hormigón rozan la luz, brillando de alegría".

## Lista de proyectos
- Senado de Teherán
- Estación de tren de Mashhad
- Estación de tren de Tabriz
- Fundación Avicena
- Tehran Pars Drive-In Cinema
- Cine radio ciudad de Teherán
- Cine Moulin Rouge
- Hotel Royal Tehran Hilton
- Palacios de Farah Abad
- Hospital de Mashhad
- Hospital de lavizan
- Palacio de Ghiai
- Varias villas privadas

## Galería

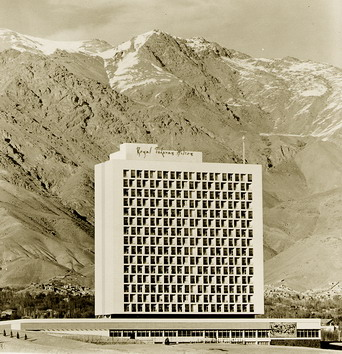
Royal Hilton Tehran
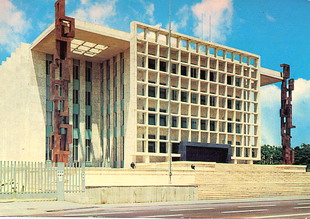
Tehran Senate House
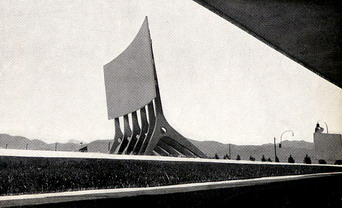
Teheran Pars Drive-In Theatre
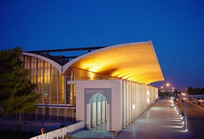
Mashad train station, Mashad
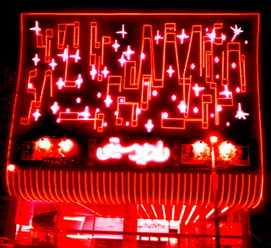
Cinema Radio City, Tehran
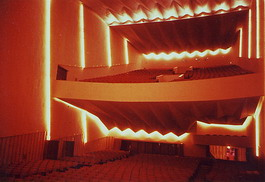
Cinema Radio City, Tehran
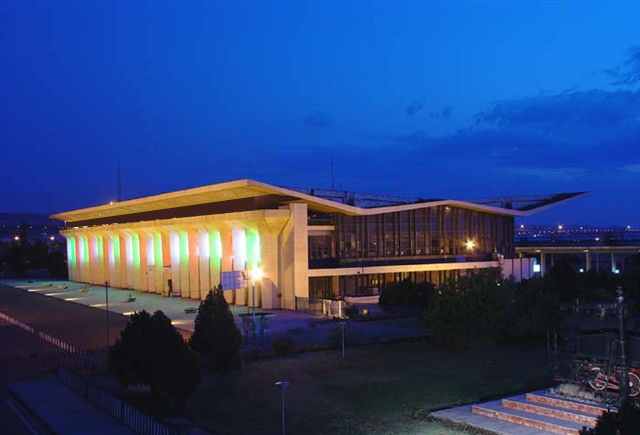
Tabriz Railway Station, Tabriz
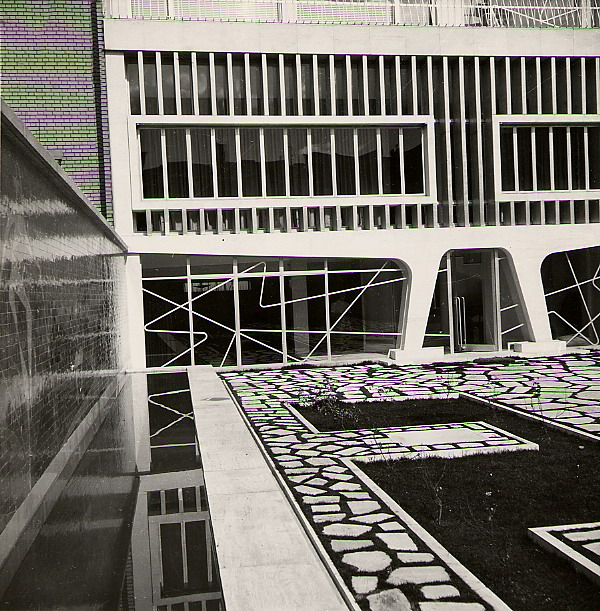
Swan Lake Villa, Tehran